# Teeratep Winothai
Teeratep Winothai (Bangkok, 16 febbraio 1985) è un calciatore thailandese, attaccante.

## Caratteristiche tecniche
Seconda punta, può essere impiegato anche come ala destra o ala sinistra.

## Carriera

### Club
Comincia a giocare in patria, al Bangkok Christian College. Nel 2002 si trasferisce in Inghilterra, al Crystal Palace, squadra della Championship. Nel 2004, dopo due stagioni in cui non colleziona alcuna presenza, viene acquistato dall'Everton, club della Premier League. Nel 2006, dopo non aver collezionato alcuna presenza con l'Everton, torna in patria, al BEC Tero Sasana. Nel 2008 viene acquistato dal Lierse, squadra della seconda serie belga. Nel 2009 viene ceduto in prestito in patria, al Muangthong United. Rientrato dal prestito nel giugno 2010, viene subito ceduto con la stessa formula al BEC Tero Sasana, in cui aveva già militato dal 2006 al 2008. Rientrato dal prestito nel dicembre 2010, nel gennaio 2011 viene acquistato a titolo definitivo dal BEC Tero Sasana. Nel 2012 si trasferisce al Bangkok Glass. Nel 2014 passa all'INSEE Police United. Il 24 gennaio 2016 viene acquistato dal Bangkok United.

### Nazionale
Ha debuttato in Nazionale il 24 dicembre 2005, nell'amichevole Thailandia-Lettonia (1-1), in cui mette a segno la rete del definitivo 1-1 al minuto 56. Ha messo a segno la sua prima doppietta con la maglia della Nazionale il 26 marzo 2006, nell'amichevole Thailandia-Filippine (5-0), in cui ha siglato le reti del momentaneo 2-0 e del momentaneo 3-0. Ha partecipato, con la Nazionale, alla Coppa d'Asia 2007.

## Palmarès

### Club

#### Competizioni nazionali
- Thai League 1: 1

Muangthong United: 2010